# Stanisław Jan Dziuba
Stanisław Jan Dziuba OSPPE (* 27. April 1960 in Radomsko, Woiwodschaft Łódź, Polen) ist Bischof von Umzimkulu.

## Leben
Stanisław Jan Dziuba trat der Ordensgemeinschaft der Pauliner bei und legte die Profess am 21. September 1985 ab. Der Bischof von Częstochowa, Stanisław Nowak, spendete ihm am 31. Mai 1986 auf dem Kalvarienberg in Tschenstochau die Priesterweihe. 
Papst Benedikt XVI. ernannte ihn am 31. Dezember 2008 zum Bischof von Umzimkulu. Die Bischofsweihe spendete ihm der Erzbischof von Durban, Wilfrid Fox Kardinal Napier OFM, am 14. März des nächsten Jahres; Mitkonsekratoren waren James Patrick Green, Apostolischer Nuntius in Südafrika, Namibia, Lesotho, Swasiland und Botswana, und Zygmunt Zimowski, Bischof von Radom. Sein Wahlspruch ist In servitio populi Dei („Im Dienst des Volkes Gottes“).